# Nakagawa Jun’an
Nakagawa Jun’an (中川 淳庵; geboren 1739 Obama (Provinz Wakasa); gestorben 2. Juli 1786) war ein japanischer Arzt, Botaniker und Gelehrter der „westlichen Wissenschaften“ – Rangaku.

## Leben und Wirken
Nakagawa Jun’an wurde als Sohn einer Mediziner-Familie geboren, die in der Domäne Obama tätig war. Er interessierte sich früh für Mineralogie und  Botanik. Zusammen mit Hiraga Gennai entwickelte er 1764 eine Art Asbest-Bekleidung als Schutz bei Bränden.
Nachdem Nakagawa Niederländisch mit Hilfe des Arztes Yasutomi Kiseki (安富 寄碩) erlernt hatte, schloss er sich Maeno Ryōtaku, Sugita Gempaku und anderen an, um das Buch „Ontleedkundige Tafelen“ aus dem Jahr 1734 ins Japanische zu übersetzen. 1774 konnte die Übersetzung als „Kaitai Shinsho“ (解体新書), etwa „Neues Buch der Anatomie“ publiziert werden. Dieses Buch wurde zur Basis für weitere Studien in Japan zur westlichen Medizin.
Nakagawa bildete sich weiter durch Kontakt zum niederländischen Mediziner Carl Peter Thunberg, den er – zusammen mit Katsuragawa Hoshū – besuchte, als dieser mit der niederländischen Gesandtschaft sich 1776 in Edo aufhielt. Nakagawa war auch mit dem Leiter der niederländischen Station Dejima, Isaac Titsingh, befreundet.